# Ton im Kino
Unter Ton im Kino wird die elektroakustische Wiedergabe von bildsynchron zum Film abgespielten Tonsignalen über verschiedene Lautsprechersysteme verstanden. Diese Wiedergabe hat sich seit dem Start in den 1910er Jahren enorm gewandelt und weiterentwickelt. Tonformate und Standards wechselten seither und die Digitaltechnik hält Einzug in die Kinos dieser Welt.

## Geschichte
Die Anfänge der Vorführung bewegter Bilder beginnt im Jahr 1892, als Émile Reynaud mit seinem „Optischen Theater“ Bilder über Filmstreifen vorführte und kurz darauf mit Edisons „Kinetoskop“. Die Patentierung des Cinematographen 1895 stellte den offiziellen Beginn des Kinos dar. Der Stummfilm wurde musikalisch untermalt. Es folgten in den 1920er Jahren die ersten Tonfilme. Dafür wurden geeignete, oft als Filmtheater bezeichnete Kinos um 1930 mit neuer Technik ausgerüstet. Knapp 100 Jahre nach Beginn des Films kam schließlich der Einsatz von digitalem Raumklang.
Zu Beginn begleiteten Pianisten die kinematographischen Vorstellungen. Die Begleitung der damals kurzen Bildsequenzen durch Musiker ergab zwar Unterhaltungswert, aber keine reproduzierbare, sondern oft eine individuelle Interpretation. Es war teuer und gleichbleibender oder gar synchroner Ton wurde nicht reproduziert. Um den Ton zum Bild hinzuzufügen, wurden Klaviere, Pianolas, Grammophon oder die mechanische Musik der Kinoorgel eingesetzt, Filmerzähler oder -erklärer gaben den Zusammenhang des Inhalts wieder. Große Filmtheater leisteten sich bei großer Bühne und hoher Platzanzahl ganze Kapellen, die zur Vorführung spielten. Zwangsläufig blieb es mehr oder weniger zum Film passende Musik und nicht eine Tonbegleitung der Bilder. Andererseits erforderte der Film ohne Ton in seiner Entwicklung künstlerische Formen der Pantomime. So bezeichnete Charlie Chaplin den Tonfilm abwertend als „Sprechfilm“. „[…] darauf hindeutend, dass in der Frühzeit die Aufzeichnung und Wiedergabe gesprochener Sprache (vor allem von Dialogen) hohen Aufmerksamkeitswert hatte.“
Wie bei jeder neuen Technik gab es unterschiedliche Versuche das „bewegte Bild“ mit passendem und reproduziertem Ton zu verbinden. Bereits mit dem Beginn der Vorführungen bewegter Bilder gab es den Wunsch den Ablauf der Bilder mit einem synchronen Ton zu verbinden. Zu den ersten Versuchen gehörten Nadeltonfilme durch die französische Firma Gaumont, wobei der Ton durch eine mechanisch-elektromagnetische Schallplattenabtastung erzeugt wird. Als „Biophon“ wurden Geräte nach dem Prinzip von Oskar Messters „Tonbildern“ bezeichnet. Messter hatte diese Form zum ersten Mal am 29. August 1903 im Apollo-Theater in Berlin vorgeführt. Die französische Firma Gaumont ließ am 1. Juli 1901 das Verfahren von Leon Gaumont patentieren. Das am 7. November 1902 eingeführte Tonsystem Chronophon benutzte einen Plattenspieler, der mit dem Filmprojektor synchron gekoppelt wurde. Die „phonoscènes“ von Gaumont zeigten wie die „Tonbilder“ von Oskar Messter meistens Szenen aus Oper, Varieté oder Theater. Die Platten oder Zylinder für den Ton spielten lediglich drei bis fünf Minuten und die Filme durften nicht länger sein. Edison ermöglichte 1913 nach der Entdeckung der mechanischen Schallaufzeichnung mit seinem „Kinetophon“ einen anderen Schritt in Richtung Synchronisation. 1922 stellten über Motoren synchronisierte Plattenspieler (sound-on-disc) nach der Erfindung der elektroakustischen Wiedergabe einen weiteren Schritt dar. In Russland wurde Aufführungen jiddischer Wandertruppen abgefilmt und im Kino vielfach durch Live-Deklamationen ergänzt. Der Ingenieur Lee De Forest begann 1919 mit der Richtung des Lichttons zur Beschallung von Kinosälen. Die im November 1922 gegründete DeForest Phonofilm stellte das erste arbeitsfähige Tonfilmsystem vor und stattete Zwischen 1923 und 1925 mehr als 30 Kinos mit den entsprechenden technischen Gerätschaften aus. Die deutsche Erfindergruppe „Triergon“ arbeitete am Lichtton. Mit der Weiterentwicklung der Elektrotechnik wurden die ersten Lichttonverfahren in Sprossen- (variable density) und Zackenschrift (variable area) entwickelt, die zunächst in der Qualität dem Nadelton unterlegen waren, aber weitestgehend dem noch zentral verwendeten Lichtton auf allen Filmen entsprechen.
Der Visionär Walt Disney war seiner Zeit mit „Fantasia“ und dem darauf verwendeten Tonformat „Fantasound“ um 30 bis 40 Jahre voraus. Er erreichte ein Stereoformat in dem auf einem zusätzlichen Film die Kanäle Links, Mitte und Rechts wiedergegeben wurden. Jedoch blieb dieses „Tonformat“ ein Einzelfall. Erst in den 1950er Jahren gab es weitere Versuche mit der Mehrkanaltechnik. Die magnetische Schallaufzeichnung kam in Form von auf den Film aufgeklebten Bändern auf den Markt. Diese Unternehmungen scheiterten am hohen technischen Aufwand, fehlenden einheitlichen Formaten und an der viel zu anfälligen magnetischen Speicherung auf Film.
„Die Tonfilm-Ära beginnt 1927, als Warner Bros. „The Jazz Singer“ in die Kinos brachten. Der unerwartete Erfolg des Films führte dazu, dass weltweit die Kinos in den nächsten Jahren auf Tonfilm-Apparate umgebaut wurden.“ Der Ton im Kino wurde lange Zeit Mono und in Form von Lichtton neben das Bild auf dem Film verbunden. Der Störsignalanteil war relativ hoch und die Dynamik war entsprechend gering. Ray Dolby entwickelte 1965 die Rauschunterdrückung als Dolby A und brachte sie 1970 erfolgreich in die Kinos. Dies beeinflusste entscheidend die weitere Entwicklung des Kinotons. 1975 erschien „Dolby Stereo“ in den Spuren Links, Mitte, Rechts, Mono-Surround und erreichte 1977 mit Krieg der Sterne den Durchbruch, dies ersetzte seither den Mono-Lichtton. Der Standard war geschaffen, aber nicht überall führte dies zum gleichen Klangerlebnis. George Lucas entwickelte 1982 das Gütesiegel THX für die Kinosäle, mit dem elektro- und bauakustische Anforderungen sichergestellt werden sollten. 1986 brachte Dolby die Rauschunterdrückung auf der Produktions- und Wiedergabeseite mit dem Standard „Dolby SR“ (Spectral Recording) auf den Stand des analogen Lichttons.
Das digitale Zeitalter des Kinotons begann 1990 anfangs mit einem Flop der Firma „CDS“, die den analogen Ton komplett durch ein teures digitales System ersetzen wollte. Jedoch wurde der Weg frei für das digitale Format, welches parallel zum bestehenden analogen Lichtton auf den Film gebracht wurde: das System – „Dolby Digital“. Es war nicht nur möglich, Raumklang mit hundertprozentiger Kanaltrennung zu reproduzieren, sondern es war ein Tonformat geschaffen, welches für eine bestimmte, Lichtton-kompatible Anordnung der Lautsprecher ausgelegt war und einen neuen Standard in den Kinos darstellte. Außerordentlich gut gelang dies Dolby im Vergleich zu den im Jahr 1993 aufgekommenen, guten Konkurrenzsysteme DTS und SDDS (Sony).

## Ton im Kino aktuell

### Systeme
Mit Beginn des 21. Jahrhunderts sind echte Tonformate in den Kinos gängig: Mono, Zweikanal Stereo, Dolby Stereo, Dolby Surround, Dolby Digital (Dolby SRD), DTS, 70mm/6-Kanal Magnetton und SDDS. Wobei die vier aktuellen Tonformate (Dolby, Dolby Digital, DTS [Timecode-Spur], SDDS) gleichzeitig auf ein und dasselbe Lichttonnegativ aufgespielt werden können. Kinos müssen mit den verbliebenen Ton-Standardsystemen ausgerüstet werden und besonders als THX zertifiziertes Kino ein nicht zu unterschätzendes technisches System betreiben. Den Standard in der Anwendung auf neu produzierten Kinofilmen bildet Dolby in Form des Lichttons Dolby SR und Dolby Digital einschließlich Dolby Digital EX. DTS hält sich in Konkurrenz zu Dolby Digital mit dem Vorteil von international gleich bleibenden Filmkopien, da der Ton auf separater CD-ROM produziert und verteilt wird, jedoch nicht im Mengenverhältnis zum Standard Dolby Digital.
- Der Lichtton in Dolby SR, welcher ein Raumklang-encodiertes-Signal enthält.
- Dolby Digital, womit bis zu sieben Kanäle mit hundertprozentiger Kanaltrennung (übersprechungsfrei) übertragen werden können.
- DTS, welches sich von Dolby Digital lediglich in der Art des Wiedergabesystems (Timecode auf Film, Audio auf CD-ROM) und der geringeren Datenkompression des Formats unterscheidet. Lautsprecheranordnungen und die Anzahl der Kanäle sind gleich dem Dolby Digital.
- Das von Sony entwickelte Format SDDS erfordert einen größeren Eingriff in die Peripherie und die Lautsprecheraufstellung. Der grundlegende Unterschied hierbei sind zwei zusätzliche Lautsprecher hinter der Leinwand jeweils zwischen Center und Rechts sowie Links. Im Gegensatz zu DTS, bei dem der nötige Decoder an den bestehenden Kinoprozessor angeschlossen werden kann, ist dies bei SDDS nicht möglich. So ist zu einem SDDS-Decoder immer auch ein SDDS-Kinoprozessor nötig (meist kombiniert), der mit seiner Vielzahl an Kanälen eine nachfolgende Stufe zu bestehenden Kinoprozessoren bildet. Sony hat die Produktion und den Vertrieb von SDDS Equipment mittlerweile eingestellt und hielt den Service bis 2014 aufrecht.

Tonsignalfluss im „analogen“ Kino heute

### Schwierigkeiten
Die digitalen Formate haben jedoch gegenüber dem „simplen“, analogen Lichtton einen entscheidenden Nachteil. Sie sind extrem abhängig vom korrekten Auslesen der auf Film belichteten Information. Zu große Fehlerraten führen zu völligen Ausfällen des digitalen Tons und erfordern das Umschalten auf den analogen Lichtton. Die Erfahrung in den Filmtheatern zeigt zudem, dass die Formate SDDS und vor allem DTS wesentlich standfester bei schlechten Kopien sind, als das bei Dolby Digital der Fall ist.
Um Kopien zu vermeiden, werden die einzelnen Kapitel, aus denen Kinofilme bestehen, meist in unterschiedlichen Kopierwerken hergestellt. Deshalb ist die Qualität unterschiedlich. Bemerkt nun ein Vorführer beim ersten Überprüfen des Films eine riskant hohe Fehlerrate des digitalen Soundtracks, was permanentes Hin- und Herschalten von Digital- auf Lichtton verursachen kann, schaltet er zur Sicherheit auf konstanten analogen Lichtton. Diese Ausfallrate kann in Abhängigkeit von der Kopierqualität bis zu 30 % erreichen. Das bedeutet jedoch auch, dass bis zu einem Drittel aller Filme, mit digitalem Raumklang, nur in Dolby SR aufgeführt werden können.
Solange digitale Formate mit Hilfe mechanischer Geräte und von belichtetem Film als Informationsträger abgelesen werden müssen, wird dieses Problem kaum zu reduzieren sein. Die Entwicklung auf diesem Sektor hat ihren Höhepunkt bereits überschritten und weitere Fortschritte werden wohl im digitalen Kino diese Probleme der Vergangenheit lösen.

## Der Ton im Kino der Zukunft
Das digitale Kino bietet in Bezug auf den Ton viele neue Möglichkeiten. Das größte Problem war für die DCI (Digital Cinema Initiatives) bisher die Festlegung eines Standards für die Formate von Bild und Ton. Dieser ist Ende Juli 2005 offiziell vorgestellt und veröffentlicht worden. Darin werden für den Ton 16 Kanäle in „High-Definition“-Auflösung berücksichtigt und vorgesehen. Das übertrifft in Dynamik und Kanalanzahl alle bisherigen Formate bei Weitem. An der Entwicklung von Bild und Tonsystemen für das digitale Kino der Zukunft sind viele Firmen interessiert und versuchen möglichst innovative Produkte zu entwickeln.
Die deutsche Fraunhofer-Gesellschaft als Institut im Tonbereich hat eine Technologie von der Theorie in die Praxis umgesetzt und in einer Kooperation das Unternehmen „Iosono“ gegründet. Dieses produziert, vertreibt und installiert Tonsysteme, die auf dem Prinzip der Wellenfeldsynthese aufbauen und somit völlig neue Möglichkeiten in der räumlichen Abbildung und Positionierung von Schallquellen bieten. Zudem soll dieses System voll kompatibel zu den bestehenden Tonformaten sein und diese in der Wiedergabe über dieses neue System in Bezug auf die optimale Abhörposition noch extrem verbessern.
Inwiefern sich eine Entwicklung des Tons im Kino vollziehen wird und sich neue unter Umständen technisch aufwendige Standards entwickeln bleibt von der Nachfrage abhängig. Kinos wollen deutliche Unterscheidungsmerkmale zum Heimkino sein und zudem kommerzielle Ziele verfolgen. Was letztlich Menschen in das Kino zieht entscheiden die Besucherzahlen.